# Divize A 2010/2011
Divize A 2010/11 byl již 18. ročník soutěže Divize A, která je spolu s divizemi B až E čtvrtou nejvyšší fotbalovou soutěží v České republice. Sezóna začala 7. srpna 2010 a skončila 19. června 2011.

## Sestupující z vyšší soutěže
- SK Motorlet Praha – 18. místo a sestup

## Postupující z nižších soutěží
- Slavoj Koloveč – 1. místo a postup z plzeňského krajského přeboru
- Sezimovo Ústí B – 1. místo a postup z jihočeského krajského přeboru
- FK Litol ze středočeského krajského přeboru
- FC Zličín z pražského krajského přeboru
- Graffin Vlašim ze středočeského krajského přeboru

## Týmy
| Klub                           | Sezóna 2009/2010                          |
| ------------------------------ | ----------------------------------------- |
| TJ Jiskra Domažlice            | 8. místo                                  |
| SK Strakonice 1908             | 11. místo                                 |
| Bohemians 1905 B               | 10. místo                                 |
| SK Marila Votice               | 3. místo                                  |
| SK Motorlet Praha              | 18. místo ČFL                             |
| Slavoj Koloveč                 | 1. místo plzeňský krajský přebor          |
| SK Benešov                     | 6. místo                                  |
| FK Tábor                       | 7. místo                                  |
| FC Graffin Vlašim B            | postup ze středočeského krajského přeboru |
| FK Spartak MAS Sezimovo Ústí B | 1. místo jihočeský krajský přebor         |
| 1. FK Příbram B                | 2. místo                                  |
| Jiskra Třeboň                  | 4. místo                                  |
| SK Doubravka                   | 9. místo                                  |
| FK Litol                       | postup ze středočeského krajského přeboru |
| FK Hořovicko                   | 14. místo                                 |
| FC Zličín                      | 1. místo pražský krajský přebor           |

## Tabulka
| Poř. | Tým                            | Z  | V  | R | P  | VG | OG | B  |
| ---- | ------------------------------ | -- | -- | - | -- | -- | -- | -- |
| 1.   | TJ Jiskra Domažlice            | 30 | 20 | 6 | 4  | 66 | 37 | 66 |
| 2.   | SK Marila Votice               | 30 | 18 | 5 | 7  | 59 | 32 | 59 |
| 3.   | SK Strakonice 1908             | 30 | 17 | 4 | 9  | 53 | 37 | 55 |
| 4.   | SK Benešov                     | 30 | 15 | 8 | 7  | 52 | 39 | 53 |
| 5.   | SK Motorlet Praha              | 30 | 15 | 6 | 9  | 57 | 42 | 51 |
| 6.   | Bohemians 1905 B               | 30 | 13 | 6 | 11 | 49 | 43 | 45 |
| 7.   | FK Hořovicko                   | 30 | 13 | 6 | 11 | 47 | 55 | 45 |
| 8.   | FK Tábor                       | 30 | 12 | 7 | 11 | 32 | 33 | 43 |
| 9.   | Slavoj Koloveč                 | 30 | 11 | 7 | 12 | 54 | 45 | 40 |
| 10.  | FK Spartak MAS Sezimovo Ústí B | 30 | 12 | 4 | 14 | 48 | 51 | 40 |
| 11.  | 1. FK Příbram B                | 30 | 10 | 6 | 14 | 44 | 49 | 36 |
| 12.  | FK Litol                       | 30 | 10 | 5 | 15 | 46 | 61 | 35 |
| 13.  | FC Graffin Vlašim B            | 30 | 9  | 7 | 14 | 63 | 65 | 34 |
| 14.  | SK Doubravka                   | 30 | 9  | 7 | 14 | 34 | 42 | 34 |
| 15.  | Jiskra Třeboň                  | 30 | 8  | 5 | 17 | 30 | 50 | 29 |
| 16.  | FC Zličín                      | 30 | 2  | 3 | 25 | 27 | 80 | 9  |